# Psammocora albopicta
Psammocora albopicta är en korallart som beskrevs av Benzoni 2007. Psammocora albopicta ingår i släktet Psammocora och familjen Siderastreidae. IUCN kategoriserar arten globalt som otillräckligt studerad. Inga underarter finns listade i Catalogue of Life.